# Migjen Basha
Migjen Xhevat Basha, född 5 januari 1987, är en albansk före detta fotbollsspelare.

## Klubbkarriär
Den 13 juli 2018 skrev Basha på ett tvåårskontrakt med grekiska Aris.
Den 19 september 2019 värvades Basha av Melbourne Victory, där han skrev på ett tvåårskontrakt. Den 12 oktober 2020 värvades Basha av schweiziska Neuchâtel Xamax.

## Landslagskarriär
Basha debuterade för Albaniens landslag den 22 mars 2013 i en 1–0-vinst över Norge. Han var med i Albaniens trupp vid fotbolls-EM 2016.